# Зак, Владимир Григорьевич
Влади́мир (Вульф) Григо́рьевич Зак (11 февраля 1913, Бердичев — 25 ноября 1994, Павловск) — советский шахматист и шахматный литератор, кандидат в мастера спорта СССР (1938), заслуженный тренер СССР (1958).

## Биография
Отец, Григорий Моисеевич Зак, бухгалтер по профессии. Погиб во время блокады Ленинграда в конце 1941 года. Похоронен в братской могиле на кладбище «Памяти жертв 9 января». Мать — Фаня Владимировна Городницкая (1887—1939). Родная сестра — Дора Олешкевич (Зак) (1923—2012).
После окончания школы в 1930 году устроился рабочим-оптиком на ГОМЗ, где выполнялись военные заказы, и проработал там по 1934 год. Инженер-электрик.
Участник Великой Отечественной войны, связист.
В 1947 году получил право на матч за звание мастера спорта. Соперником Зака был Ю. Л. Авербах. Зак проиграл матч со счётом 3½ : 7½ (+1 -5 =5).
Тренер шахматной школы Ленинградского дворца пионеров (1946—1986). В числе воспитанников — Борис Спасский (сам Спасский впоследствии вспоминал: «в то голодное время он меня кормил. Потом уже показывал варианты…»), Виктор Корчной, Гата Камский, Лариса Вольперт, Валерий Салов, Александр Кочиев и 20 мастеров спорта СССР.
Автор (совместно с Яковом Длуголенским) серии популярных книг: «Я играю в шахматы» («Детская литература», 1980), «Люди и шахматы: Страницы шахматной истории Петербурга — Петрограда — Ленинграда» (Лениздат, 1988), «Отдать, чтобы найти!» («Детская литература», 1988).
Похоронен на Смоленском православном кладбище Санкт-Петербурга.

## Спортивные достижения
| Год  | Город     | Турнир                          | + | − | = | Результат | Место |
| ---- | --------- | ------------------------------- | - | - | - | --------- | ----- |
| 1945 | Ленинград | Чемпионат Ленинграда            |   |   |   | из        |       |
| 1950 |           | 18-й чемпионат СССР (полуфинал) |   |   |   | из        |       |
| 1951 |           | 19-й чемпионат СССР (полуфинал) |   |   |   | из        |       |

## Награды
- орден Отечественной войны II степени (1985[3])
- медаль «За боевые заслуги» (3.02.1945[4])
- медаль «За оборону Ленинграда»
- медаль «За доблестный труд» (1958)
- другие награды

## Книги
- Ласкер / В. Г. Зак. — М.: Физкультура и спорт, 1963.
- Зак В. Г. О маленьких для больших. — М.: Физкультура и спорт, 1973. — 223 с.: ил.
- Я играю в шахматы : [Для ст. дошкол. и мл. школ. возраста] / Владимир Зак, Яков Длуголенский. — Л.: Дет. лит. : Ленингр. отд-ние, 1980.
- Пути совершенствования / В. Г. Зак. — М.: Физкультура и спорт, 1981.
- Отдать, чтобы найти! : [Для сред. шк. возраста] / В. Зак, Я. Длуголенский; [Предисл. М. Таля. — Л.: Дет. лит.: Ленингр. отд-ние, 1988.
- Длуголенский Я. Н., Зак В. Г. Люди и шахматы: Страницы шахматной истории Петербурга – Петрограда – Ленинграда. — Л.: Лениздат, 1988. — 256 с. — 100 000 экз. — ISBN 5-289-00137-9.
- The king’s gambit / V. Korchnoi, V. Zak; translated by Philip Booth. — London: B. T. Batsford, 1974.